# Bahatyr
Bahatyr (ukr. Багатир) – wieś na Ukrainie, w obwodzie donieckim, w rejonie wołnowaskim, w hromadzie Wełyka Nowosiłka. W 2025 liczyła 55 mieszkańców.